# Rot-Weiss Essen
Il Rot-Weiss Essen è una società calcistica tedesca con sede a Essen, città della Renania Settentrionale-Vestfalia. Milita in 3. Liga, la terza serie del campionato tedesco.
Fondata nel 1907, la squadra disputa le partite casalinghe allo Stadion Essen di Essen, che a partire dall'agosto 2012 ha sostituito il vecchio Georg-Melches-Stadion.
Nel novembre 2005 Pelé è diventato membro onorario del club (tessera numero 23101940).

## Storia

### Gli inizi
La società sportiva venne formata con il nome di SV Vogelheim il 1º febbraio 1907, dalla fusione di due club più piccoli: SC Preussen e Deutsche Eiche. Nel 1910, il Vogelheim giunse ad un accordo con il Turnerbund Bergeborbeck, che permise ai due club di schierare una squadra di calcio. I calciatori lasciarono nel 1913 per fondare un proprio club, lo Spiel- und Sportverein Emscher-Vogelheim, che cambiò il nome in Spiel und Sport 1912 dopo la I guerra mondiale. Infine, nel 1923, questa squadra si rivolse nuovamente al Turnerbund Bergeborbeck per creare il Rot-Weiss Essen (RWE, le stesse iniziali della compagnia elettrica con sede in città).

### Entrata nella Gauliga
Nel 1938, l'RWE fece il suo ingresso nel calcio di alto livello nella Gauliga Niederrhein, una delle sedici prime divisioni formate nel 1933 con la riorganizzazione del calcio tedesco sotto il Terzo Reich, e giunse a un solo punto dal conquistare il titolo di divisione nel 1941. Nel 1943, in tempo di guerra, giocò assieme al BV Altenessen con una squadra mista chiamata Kriegsspielgemeinschaft Essen. Nella stagione successiva si unì anche il BVB Essen, ma la squadra giocò solo un incontro, in una stagione abortita mentre la II guerra mondiale travolgeva la nazione.

### Ascesa e crollo
Il club tornò al calcio di prima divisione nella Oberliga West nel 1948, dove una serie di prestazioni convincenti portarono alla vittoria nel campionato di divisione nel 1952. L'apice del successo del club arrivò con la vittoria per 2-1 contro l'Alemannia Aachen, nella finale di Coppa di Germania del 1953, cui fece seguito un campionato nazionale vinto per 4-3 contro il Kaiserslautern nel 1955. Nella stagione seguente, il Rot-Weiss divenne la prima squadra tedesca a qualificarsi per la Coppa dei Campioni. Helmut Rahn divenne il primo calciatore del Rot Weiss Essen a classificarsi sul podio del Pallone d'oro, piazzandosi secondo nell'edizione 1958.
Il rendimento della squadra peggiorò dopo questi successi, e l'RWE divenne una squadra di centro classifica prima di retrocedere nel 1961. Il club disputò gran parte degli anni 1960 in seconda divisione, ma riuscì a fare la sua prima apparizione nella Bundesliga nella stagione 1966-67. Fece ritorno in Bundesliga per due stagioni nel 1969-70, e nuovamente per quattro stagioni a partire dal 1973-74. Da allora il Rot-Weiss è stato una squadra di seconda o terza divisione, con una sola stagione passata nell'Oberliga Nordrhein (IV), nel 1998-99.
Il club è stato afflitto da problemi finanziari che portarono a negargli la licenza nel 1984, 1991 e 1994, e che portarono ogni volta come conseguenza alla retrocessione dalla 2.Bundesliga. In questo periodo i momenti salienti furono la vittoria nel campionato dilettantistico tedesco nel 1992 e un'apparizione nel 1994 nella finale della Coppa di Germania, dove persero per 1-3 contro il Werder Bremen.

### Gli ultimi anni
L'RWE fece ritorno nella Regionalliga Nord (III) nel 1999, e avanzò in 2.Bundesliga nella stagione seguente. Nella stagione 2007-08 milita in Regionalliga a causa del quindicesimo posto conquistato in Zweite Bundesliga l'anno precedente.
Il 2 febbraio 2021 si rende protagonista di una grandissima impresa agli ottavi di finale della Coppa di Germania, superando il Bayer Leverkusen

## Stadio
Il Rot-Weiss gioca nel Georg-Melches-Stadion (capienza 15.000 posti), che prende il nome da un ex presidente del club. Situato in Hafenstraße (via del Porto). La squadra gode di un buon supporto da parte dei sostenitori, con un pubblico medio di oltre 6.000 spettatori a partita.
Nel 1956, il campo di gioco dell'RWE divenne il primo stadio della Germania Ovest ad essere dotato di illuminazione artificiale.

## Palmarès

### Competizioni nazionali
- Campionato tedesco: 1

1954-1955
- Coppa di Germania: 1

1952-1953
- Fußball-Regionalliga: 4

1972-1973 (Regionalliga), 2003-2004 (Regionalliga Nord), 2005-2006 (Regionalliga Nord), 2021-2022 (Regionalliga Ovest)

### Competizioni regionali
- Oberliga West: 1

1951-1952

### Altri piazzamenti
- 2. Fußball-Bundesliga:

Secondo posto: 1977-1978 (girone Nord), 1979-1980 (girone Nord)
- Coppa di Germania:

Finalista: 1993-1994
Semifinalista: 1974-1975, 1976-1977
- Oberliga West:

Secondo posto: 1948-1949, 1953-1954
- Gauliga Niederrhein:

Secondo posto: 1940-1941

## Giocatori

### Vincitori di titoli
- Campionato mondiale: 1

 Helmut Rahn (Svizzera 1954)

## Statistiche

### Partecipazione ai campionati
| Livello | Categoria                  | Partecipazioni | Debutto   | Ultima stagione | Totale |
| ------- | -------------------------- | -------------- | --------- | --------------- | ------ |
| 1º      | Ruhrbezirksliga, Gauliga   | 8              | 1930-1931 | 1943-1944       | 28     |
| 1º      | Oberliga                   | 13             | 1948-1949 | 1960-1961       | 28     |
| 1º      | Bundesliga                 | 7              | 1966-1967 | 1976-1977       | 28     |
| 2º      | Kreisliga, Bezirksklasse   | 12             | 1922-1923 | 1937-1938       | 38     |
| 2º      | Verbandsliga, II. Division | 3              | 1947-1948 | 1962-1963       | 38     |
| 2º      | Regionalliga               | 7              | 1963-1964 | 1972-1973       | 38     |
| 2º      | 2. Bundesliga              | 16             | 1977-1978 | 2006-2007       | 38     |
| 3º      | Oberliga                   | 4              | 1984-1985 | 1992-1993       | 18     |
| 3º      | Regionalliga               | 10             | 1994-1995 | 2007-2008       | 18     |
| 3º      | 3. Liga                    | 4              | 2022-2023 | 2025-2026       | 18     |
| 4º      | Oberliga                   | 1              | 1998-1999 | 1998-1999       | 14     |
| 4º      | Regionalliga               | 13             | 2008-2009 | 2021-2022       | 14     |
| 5º      | Oberliga                   | 1              | 2010-2011 | 2010-2011       | 1      |